# ヘルマン・フロアシュテット
ヘルマン・フロアシュテット（Hermann Florstedt、1895年2月18日 - 1945年4月15日）は、ナチス・ドイツのマイダネク強制収容所の所長だった人物。最終階級は親衛隊大佐。

## 略歴
ドイツ帝国・エルザス＝ロートリンゲンのビッチュ（現在のフランス・モゼル県ビッシュ）に生まれる。第一次世界大戦では東部戦線へ出征。鉄十字章を受章したが、1917年にロシア軍の捕虜となった。1918年にドイツへの帰国が許された。1931年に国家社会主義ドイツ労働者党（ナチス党）と突撃隊（SA）に参加（党員番号488.573）するが、すぐに親衛隊（SS）へ移った（隊員番号8.660）。1939年に武装親衛隊に移籍。ヴァイマールに配属されてブーヘンヴァルト強制収容所で勤務するようになった。1940年7月にザクセンハウゼン強制収容所へ移動した。1942年11月から1943年9月にかけてマイダネク強制収容所の所長を務めた。しかし、ブーヘンヴァルト強制収容所所長カール・オットー・コッホの横領罪への関与を疑われて、1943年9月にマルティン・ゴットフリート・ヴァイスと交代させられた。1943年10月に横領罪と無法な囚人殺害を理由にして逮捕された。1945年4月15日にロレーヌで処刑された。彼はイルゼ・コッホと情を通じていたという。

## 親衛隊階級
- 1933年11月9日、親衛隊少尉
- 1934年4月1日、親衛隊大尉
- 1934年6月9日、親衛隊少佐
- 1935年4月20日、親衛隊中佐
- 1938年4月20日、親衛隊大佐